# New Orleans Jazz 1977-1978
La stagione 1977-78 dei New Orleans Jazz fu la 4ª nella NBA per la franchigia.
I New Orleans Jazz arrivarono quinti nella Central Division della Eastern Conference con un record di 39-43, non qualificandosi per i play-off.

## Roster
| N°    | Naz.                   | Ruolo | Sportivo        | Anno | Alt. | Peso |
| ----- | ---------------------- | ----- | --------------- | ---- | ---- | ---- |
| 00-14 | Stati Uniti (bandiera) | G     | Slick Watts     | 1951 | 185  | 79   |
| 4     | Stati Uniti (bandiera) | G     | Freddie Boyd    | 1950 | 188  | 82   |
| 7     | Stati Uniti (bandiera) | G     | Pete Maravich   | 1947 | 196  | 89   |
| 12    | Stati Uniti (bandiera) | A     | Fred Saunders   | 1951 | 201  | 95   |
| 18    | Stati Uniti (bandiera) | GA    | Gus Bailey      | 1951 | 196  | 84   |
| 21    | Stati Uniti (bandiera) | AC    | Truck Robinson  | 1951 | 201  | 102  |
| 22    | Stati Uniti (bandiera) | GA    | Nate Williams   | 1950 | 196  | 98   |
| 23    | Stati Uniti (bandiera) | A     | Aaron James     | 1952 | 203  | 95   |
| 25    | Stati Uniti (bandiera) | G     | Gail Goodrich   | 1943 | 185  | 77   |
| 30    | Stati Uniti (bandiera) | AC    | Paul Griffin    | 1954 | 206  | 93   |
| 31    | Stati Uniti (bandiera) | AC    | Joe Meriweather | 1953 | 208  | 98   |
| 33    | Stati Uniti (bandiera) | G     | Jim McElroy     | 1953 | 191  | 86   |
| 53    | Stati Uniti (bandiera) | AC    | Rich Kelley     | 1953 | 213  | 107  |

## Staff tecnico
- Allenatore: Elgin Baylor
- Vice-allenatore: Bill Bertka